# Mildred Gillars
Mildred Elizabeth Gillars (Portland, Maine, Estados Unidos, 29 de novembro de 1900 – Columbus, Ohio, Estados Unidos, 25 de junho de 1988) apelidada de "Axis Sally", juntamente com Rita Zucca, era uma radiodifusora americana empregada pelo Terceiro Reich na Alemanha nazista a proliferar propaganda durante a Segunda Guerra Mundial. Foi condenada por traição pelos Estados Unidos em 1949, depois de sua captura no pós-guerra em Berlim.

## Detenção
Gillars serviu sua sentença no Reformatório Federal para Mulheres em Alderson, Virgínia Ocidental. Ela tornou-se elegível para liberdade condicional em 1959, mas não se aplicava até 1961. Ela foi liberada em 10 de junho de 1961.

## Morte
Tendo se convertido ao Catolicismo romano na prisão, Mildred Gillars então passou a viver no Convento de Nossa Senhora de Belém, em Columbus, Ohio, e ensinava Língua alemã, Língua francesa e música em São José Academy, Columbus.
Em 1973, ela voltou para Ohio Wesleyan University para concluir seus estudos.
Gillars Mildred morreu no Grant Medical Center, em Columbus, em 1988, com diagnóstico de Câncer de cólon. Seu túmulo em Santo Família seção, seleção aleatória, Lote 570, do Cemitério Saint Joseph (em Lockbourne, Franklin County, Ohio) é desmarcado.